# Liga de Fútbol de Tayikistán 2023
La Liga de Fútbol de Tayikistán 2023 fue la 32.ª temporada de la Liga de fútbol de Tayikistán, la máxima categoría de Tayikistán. La temporada comenzó el 1 de abril y terminó el 18 de diciembre.

## Formato
Los 10 equipos jugaron una primera ronda en sistema todos contra todos a ida y vuelta (18 fechas), luego del primero al quinto puesto avanzaron al Grupo Campeonato donde los puntos y goles de la primera fase se conservaron, jugaron una sola vuelta de partidos (4 fechas), el primero lugar fue declarado campeón. Del sexto al décimo lugar avanzaron al Grupo Descenso donde los puntos y goles de la primera fase se conservaron, jugaron una sola vuelta de partidos (4 fechas) y los dos últimos descendieron de categoría.

## Equipos participantes
| Equipo        | Ciudad     | Estadio                        | Capacidad |
| ------------- | ---------- | ------------------------------ | --------- |
| CSKA Pamir    | Dusambé    | CSKA                           | 7000      |
| Eskhata       | Juyand     | 20-Letie Nezavisimosti         | 20 000    |
| Fayzkand      | Kulob      | Stadion im. Langari Langarieva | 20 000    |
| Khosilot      | Farkhor    | Estadio Central                | 5000      |
| Istiklol      | Dusambé    | Central Republicano            | 24 000    |
| Khatlon       | Bojtar     | Tsentralnyi                    | 10 000    |
| Khujand       | Juyand     | 20-Letie Nezavisimosti         | 20 000    |
| Ravshan Kulob | Kulob      | Stadion im. Langari Langarieva | 20 000    |
| Kuktosh       | Rudaki     | Stadion Neftyanik              | 6000      |
| Regar-TadAZ   | Tursunzoda | TALCO Arena                    | 10 000    |

## Temporada regular

### Clasificación
| Pos. | Equipo        | Pts. | PJ | G  | E | P  | GF | GC | Dif. | Clasificación    |
| ---- | ------------- | ---- | -- | -- | - | -- | -- | -- | ---- | ---------------- |
| 1    | Istiklol      | 40   | 18 | 12 | 4 | 2  | 42 | 8  | +34  | Grupo Campeonato |
| 2    | Ravshan Kulob | 31   | 18 | 8  | 7 | 3  | 23 | 13 | +10  | Grupo Campeonato |
| 3    | Kuktosh       | 29   | 18 | 9  | 2 | 7  | 30 | 25 | +5   | Grupo Campeonato |
| 4    | Eskhata       | 26   | 18 | 8  | 2 | 8  | 24 | 28 | −4   | Grupo Campeonato |
| 5    | Fayzkand      | 25   | 18 | 6  | 7 | 5  | 23 | 23 | 0    | Grupo Campeonato |
| 6    | Khujand       | 22   | 18 | 5  | 7 | 6  | 18 | 26 | −8   | Grupo Descenso   |
| 7    | CSKA Pamir    | 20   | 18 | 4  | 8 | 6  | 14 | 14 | 0    | Grupo Descenso   |
| 8    | Khosilot      | 20   | 18 | 5  | 5 | 8  | 14 | 20 | −6   | Grupo Descenso   |
| 9    | Regar-TadAZ   | 16   | 18 | 3  | 7 | 8  | 17 | 28 | −11  | Grupo Descenso   |
| 10   | Khatlon       | 16   | 18 | 5  | 1 | 12 | 11 | 33 | −22  | Grupo Descenso   |

 Fuente: Soccerway
Notas:
1. 1 2  Puntos en partidos directos: CSKA Pamir 3, Khosilot 3. Diferencia de goles: CSKA Pamir 0, Khosilot −6.
2. 1 2  Puntos en partidos directos: Regar-TadAZ 4, Khatlon 1.

### Resultados
| Local \ Visitante | CPD | ESK | FAY | IST | KHA | KHO | KJD | KUK | KUL | REG |
| ----------------- | --- | --- | --- | --- | --- | --- | --- | --- | --- | --- |
| CSKA Pamir        | —   | 3–3 | 1–1 | 0–0 | 0–2 | 0–0 | 2–0 | 0–1 | 0–0 | 0–0 |
| Eskhata           | 3–2 | —   | 1–0 | 0–3 | 1–0 | 2–1 | 0–1 | 2–4 | 1–1 | 0–1 |
| Fayzkand          | 2–0 | 2–1 | —   | 1–2 | 2–0 | 0–0 | 1–1 | 2–1 | 0–0 | 5–1 |
| Istiklol          | 0–0 | 5–0 | 2–1 | —   | 5–0 | 5–0 | 4–0 | 2–0 | 1–2 | 5–0 |
| Khatlon           | 0–3 | 0–2 | 0–3 | 1–3 | —   | 1–0 | 2–0 | 1–4 | 2–1 | 1–1 |
| Khosilot          | 0–0 | 1–0 | 2–2 | 0–1 | 1–0 | —   | 1–2 | 3–1 | 0–2 | 1–0 |
| Khujand           | 0–2 | 4–3 | 2–2 | 0–2 | 1–0 | 1–0 | —   | 1–2 | 0–0 | 2–2 |
| Kuktosh           | 1–0 | 0–1 | 4–0 | 1–1 | 3–0 | 0–3 | 1–1 | —   | 0–2 | 4–2 |
| Ravshan Kulob     | 1–0 | 0–3 | 4–0 | 1–0 | 0–1 | 1–1 | 1–1 | 3–1 | —   | 3–1 |
| Regar-TadAZ       | 0–1 | 0–1 | 0–0 | 1–1 | 3–0 | 2–0 | 1–1 | 1–2 | 1–1 | —   |

## Grupo Campeonato

### Clasificación
| Pos. | Equipo        | Pts. | PJ | G  | E | P | GF | GC | Dif. | Clasificación                            |
| ---- | ------------- | ---- | -- | -- | - | - | -- | -- | ---- | ---------------------------------------- |
| 1    | Istiklol (C)  | 52   | 22 | 16 | 4 | 2 | 56 | 12 | +44  | Fase de grupos de la Liga de Campeones 2 |
| 2    | Ravshan Kulob | 35   | 22 | 9  | 8 | 5 | 29 | 20 | +9   | Fase de grupos de la Liga de Campeones 2 |
| 3    | Eskhata       | 33   | 22 | 10 | 3 | 9 | 30 | 32 | −2   |                                          |
| 4    | Kuktosh       | 33   | 22 | 10 | 3 | 9 | 39 | 36 | +3   |                                          |
| 5    | Fayzkand      | 26   | 22 | 6  | 8 | 8 | 29 | 36 | −7   |                                          |

 Fuente: Soccerway
Notas:
1. ↑  Dado que el campeón de la Copa de Tayikistán 2023 (Istiklol) se clasificó a la fase de grupos mediante su posición en la Liga de Fútbol de Tayikistán, el cupo que otorgó dicho torneo en la ronda de play-off fue cedido al subcampeón de copa.
2. 1 2  Puntos en partidos directos: Eskhata 6, Kuktosh 3.

### Resultados
| Local \ Visitante | ESK | IST | KUK | FAY | KUL |
| ----------------- | --- | --- | --- | --- | --- |
| Eskhata           | —   | —   | —   | 0–0 | 1–0 |
| Istiklol          | 4–2 | —   | —   | —   | 2–0 |
| Kuktosh           | 0–3 | 1–4 | —   | —   | —   |
| Fayzkand          | —   | 1–4 | 2–6 | —   | —   |
| Ravshan Kulob     | —   | —   | 2–2 | 4–2 | —   |

## Grupo Descenso

### Clasificación
| Pos. | Equipo          | Pts. | PJ | G | E  | P  | GF | GC | Dif. | Clasificación         |
| ---- | --------------- | ---- | -- | - | -- | -- | -- | -- | ---- | --------------------- |
| 1    | CSKA Pamir      | 26   | 22 | 5 | 11 | 6  | 16 | 15 | +1   |                       |
| 2    | Khujand         | 26   | 22 | 5 | 11 | 6  | 19 | 27 | −8   |                       |
| 3    | Khosilot        | 25   | 22 | 6 | 7  | 9  | 17 | 22 | −5   |                       |
| 4    | Regar-TadAZ (D) | 24   | 22 | 5 | 9  | 8  | 21 | 30 | −9   | Descenso de categoría |
| 5    | Khatlon (D)     | 17   | 22 | 5 | 2  | 15 | 12 | 38 | −26  | Descenso de categoría |

 Fuente: Soccerway
Notas:
1. 1 2  Puntos en partidos directos: CSKA Pamir 7, Khujand 1.

### Resultados
| Local \ Visitante | CPD | KJD | KHA | KHO | REG |
| ----------------- | --- | --- | --- | --- | --- |
| CSKA Pamir        | —   | 0–0 | 1–0 | —   | —   |
| Khujand           | —   | —   | 0–0 | 0–0 | —   |
| Khatlon           | —   | —   | —   | 1–3 | 0–1 |
| Khosilot          | 0–0 | —   | —   | —   | 0–1 |
| Regar-TadAZ       | 1–1 | 1–1 | —   | —   | —   |